# Aeroportul Internațional Hefei Xinqiao
Aeroportul Internațional Hefei Xinqiao (IATA: HFE, ICAO: ZSOF) este un aeroport din Feixi County⁠(d), Hefei⁠(d), Anhui, Republica Populară Chineză ce deservește zona Hefei⁠(d). Aeroportul a fost tranzitat în 2022 de 5.712.698 de pasageri. A fost deschis în 30 mai 2013 și numit după zona deservită.
Aeroportul dispune de o singură pistă.